# ESTP
ESTP (Extraversion, Sensing, Thinking, Perceiving) je jeden z šestnácti osobnostních typů podle MBTI. Je označován jako Extrovertní smyslový typ vnímající s převahou myšlení.

## Stručný popis
Člověk typu ESTP je sebevědomý, má rád společnost a sport, nepořádný, nepředvídatelný, realista, nebojí se riskovat, akční, mistr v překonávání překážek.

## Charakteristika
ESTP jsou sebevědomí a nezávislí. Mají rádi společnost a sporty. Dokáží se zaměřit na svůj cíl a bez braní přehnaných ohledů na druhé ho dosáhnout. Nemají rádi rutinu a nudu. Rádi se zaměřují na dosahování hmatatelných výsledků.
Jsou v mnoha ohledech mistři v překonávání jakýchkoliv překážek. Jejich jedinou slabinou na cestě k cíli jim může být sklon ukvapeně hodnotit druhé zjednodušeně a podle jejich aktuálních úspěchů. Pak mohou být zaskočeni skrytým potenciálem druhé osoby.
Nezavrhují plány a logiku, mívají však nakonec sklon rozhodnout se impulzivně a podle situace. V tom ostatně spočívá i jejich schopnost improvizace. Hodí se k mnoha náročným povoláním jako například závodník, prodejce, manažer, publicista.
Co se mezilidských vztahů týká, nedělá jim většinou problém počáteční kontakt, ale v pokročilejších fázích vztahu mohou být nejistí ohledně toho, co se od nich vlastně očekává.
Bývají zběhlí v mnoha oborech a rádi poskytnou pomoc a radu druhému, který to ne vždy ocení, obzvláště, uslyší-li pro ostatní příliš děsivou větu „prostě jdi a udělej to“. Svému okolí se mohou jevit jako nepředvídatelní a odvážní, protože jejich častým způsobem práce je metoda „pokus-omyl“.